# Panait Mușoiu
Panait Mușoiu (18. listopadu 1864 – 14. listopadu 1944) byl rumunský anarchista a socialistický aktivista, autor prvního rumunského překladu Komunistického manifestu. Byl jednou z hlavních figur rumunského anarchismu a zakladatelem několika levicových magazínů (Munca, Mișcarea socială, Revista ideei), ve kterých publikoval články s politickými a sociálními tématy.